# Lukrecija Bogašinović
Lukrecija Bogašinović (1710.−1784.) je bila hrvatska pjesnikinja iz Dubrovnika. Poznata je i pod nadimkom Jakobinka.
Rodom je iz ugledne dubrovačke građanske obitelji. Unuka je hrvatskog pjesnika Petra Bogašinovića. Udala se u 43. godini za trgovca Šimuna Budmanija. U braku je bila deset godina. 
Pjesničko joj djelo čine religiozni stihovi. Njeni likovi odudaraju od likova iz sličnih djela u
hrvatskoj književnosti, jer su u isključivoj su funkciji moralne pouke. 
Napisala je četiri djela. Sačuvana su u više desetaka prijepisa:
- Posluh Abrama patrijarke
- Život Tobije
- Razgovor pastirski vrhu porođenja Gospodinova (Božićna pastorala)
- Život Jozefa patrijarke

Lukrecija Bogašinović uz Mariju Betteru-Dimitrović, Anicu Bošković, Juliju Bunić, Nadu Bunić i Katarinu Zrinsku spada u prva velika ženska imena hrvatske književnosti, odnosno, predstavljaju začetak t.zv. ženskog pisma.

### Članci
- Nekić, Nevenka. 1990. Ženski likovi u hrvatskoj povijesti. Obnovljeni život. Filozofsko teološki institut Družbe Isusove. Zagreb. 45 (6): 543–557

1. ↑  Nekić 1990, str. 553.